# NGC 6919
NGC 6919 est une galaxie spirale intermédiaire (barrée ?) située dans la constellation du Microscope. Sa vitesse par rapport au fond diffus cosmologique est de 6 458 ± 14 km/s, ce qui correspond à une distance de Hubble de 95,3 ± 6,7 Mpc (∼311 millions d'al). NGC 6919 a été découverte par l'astronome britannique John Herschel en 1836.
La classe de luminosité de NGC 6919 est III.
À ce jour, une douzaine de mesures non basées sur le décalage vers le rouge (redshift) donnent une distance de 75,533 ± 9,209 Mpc (∼246 millions d'al), ce qui est à l'extérieur des valeurs de la distance de Hubble. Notons cependant que c'est avec la valeur moyenne des mesures indépendantes, lorsqu'elles existent, que la base de données NASA/IPAC calcule le diamètre d'une galaxie et qu'en conséquence le diamètre de NGC 6919 pourrait être d'environ 54,3 kpc (∼177 000 al) si on utilisait la distance de Hubble pour le calculer.